# 앙산혜적
앙산혜적(仰山慧寂, 803 ~ 887) 중국 당나라 시대의 선사이다. 작은 석가모니 부처라는 뜻으로 '소석가(小釋迦)'라고 불렸다.
위앙종을 창시하였고, 스승은 위산영우이다. 위앙종이란 이름은 위산영우의 "위"와 앙산혜적의 "앙"을 딴 것이다.

## 일화

### 손가락을 자르다
15살에 출가를 하려고 했으나, 부모의 반대로 무산됐다. 2년 뒤에, 부모 앞에서 손가락 2개를 자르고 출가를 하였다. 달마 앞에서 왼팔을 자른, 선종 2대 조사인 혜가처럼 말이다.